# Installation vidéo

Example d'installation vidéo

L'installation vidéo est une forme d'art contemporain qui combine la technologie vidéo avec l'art de l'installation, utilisant tous les aspects de l'environnement pour affecter le public.

## Histoire
Faisant remonter ses origines à la naissance de l'art vidéo dans les années 1970, l'installation vidéo gagne en popularité à mesure que la technique de production vidéo numérique devient plus facilement accessible. Aujourd'hui, l'installation vidéo est omniprésente et visible dans une gamme d'environnements, de galeries et de musées à un domaine élargi qui comprend des travaux spécifiques à un site dans des paysages urbains ou industriels. Les formats populaires incluent le travail de moniteur, la projection et la performance. Les seules exigences sont l'électricité et l'obscurité.
L'une des principales stratégies utilisées par les artistes de l'installation vidéo est l'incorporation de l'espace comme élément clé de la structure narrative. De cette façon, le récit cinématographique linéaire bien connu est réparti dans tout l'espace, créant une ambiance immersive. Dans cette situation, le spectateur joue un rôle actif puisqu'il crée la séquence narrative en évoluant dans l'espace. Parfois, l'idée d'un public participatif est poussée plus loin dans l'installation vidéo interactive. D'autres fois, la vidéo est affichée de manière que le spectateur fasse partie de l'intrigue en tant que personnage d'un film.
Un pionnier de l'installation vidéo est l'Américano-Coréen Nam June Paik dont le travail du milieu des années 1960 utilisait plusieurs écrans de télévision dans des arrangements sculpturaux. Paik travaille ensuite avec des murs vidéo et des projecteurs pour créer de grands environnements immersifs. Wolf Vostell est un autre pionnier de l'installation vidéo. Il expose ses 6 TV Dé-coll/age en 1963 à la Smolin Gallery de New York.
D'autres Américains sont Bill Viola, Gary Hill et Tony Oursler. Bill Viola est considéré comme un maître du média. Son installation de 1997 au Whitney Museum de New York, ainsi que celle de 1994-1995 de Gary Hill créée à la Henry Art Gallery de Seattle puis montrée à Philadelphie, New York, Los Angeles et Kansas City, constituent un tournant dans l'histoire de l'art de l'installation vidéo marquant à la fois une période sur le jugement de la première génération et le début de la suivante. Gary Hill, un autre maître du média, crée des installations vidéo assez complexes et innovantes en utilisant des combinaisons de moniteurs dépouillés, de projections et d'une gamme de techniques (du disque laser au DVD et aux nouveaux appareils numériques) afin que le spectateur puisse interagir avec l'œuvre. Par exemple, dans la pièce Tall Ships (1992), commandée par Jan Hoet pour la documenta 9, le public pénètre dans un espace sombre semblable à une salle où des images fantomatiques de personnages assis sont projetées sur un mur. L'approche d'un spectateur fait qu'un personnage assis se lève et avance vers le spectateur, créant un effet étrange des morts dans le monde souterrain (plutôt évocateur de la descente d'Ulysse dans le monde souterrain dans L'Odyssée). Tony Oursler dans son travail exploite la technique développée au début des années 1990 de très petits vidéoprojecteurs pouvant être intégrés dans des sculptures et des structures ainsi que des améliorations de la luminosité de l'image afin que les images puissent être placées sur des surfaces autres qu'un écran plat.
David Hall (en) et Tony Sinden exposent la première installation multi-écrans en Grande-Bretagne — composée de 60 téléviseurs — à la Gallery House de Londres en 1972. Par la suite, l'installation vidéo britannique développe un modèle distinctif à la suite du salon international de la vidéo à la Serpentine Gallery de Londres en 1975, et plus tard en partie grâce à l'existence de festivals réguliers à Liverpool et à Hull et de galeries publiques telles que le Museum of Modern Art d'Oxford qui présentait régulièrement le travail. Les premières installations de Sam Taylor-Wood sont de bons exemples où des éléments spécialement filmés sont présentés comme une série de projections en série.
D'origine iranienne, Shirin Neshat associe une sensibilité cinématographique à ses installations vidéo.

## Artistes travaillant avec l'installation vidéo
- Vito Acconci
- Gustavo Aguerre
- Doug Aitken
- Marsia Alexander-Clarke
- Madeleine Altmann
- Kutluğ Ataman
- Matthew Barney
- Sylvie Bélanger
- Bull.Miletic
- Janet Cardiff et George Bures Miller
- Bruce Charlesworth
- Jordi Colomer
- Chris Cunningham
- Heiko Daxl
- Malaka Dewapriya
- Fred Forest
- Ingeborg Fülepp
- Franck Gillette
- Douglas Gordon
- Sigurður Guðjónsson
- Dan Graham
- David Hall (en)
- Gary Hill
- Teresa Hubbard and Alexander Birchler
- Pierre Huyghe
- Runa Islam
- Amy Jenkins
- Joan Jonas
- Mike Kelley
- Lennie Lee
- Gabriel Lester
- Katja Loher
- Anthony McCall
- Antoni Muntadas
- Bruce Nauman
- Dennis Oppenheim
- Valerio Rocco Orlando
- Tony Oursler
- Nam June Paik
- Slobodan Pajic
- Philippe Parreno
- Kelly Richardson
- Sophie Rickett
- Pipilotti Rist
- Don Ritter
- David Rokeby
- Martha Rosler
- Lorna Simpson
- Michael Smith
- Jennifer Steinkamp
- Surekha
- Eve Sussman
- System D-128
- Diana Thater
- Steina and Woody Vasulka
- Bill Viola
- Minnette Vari
- Wolf Vostell
- Gillian Wearing
- Apichatpong Weerasethakul
- Robert Wegman
- Roger Welch
- Lee Wells
- Yeastculture
- Eija-Liisa Ahtila
- Stepan Riabtchenko

## Voir également
- Art vidéo
- Perpetual art machine